# Igor Dienisow
Igor Władimirowicz Dienisow, ros. Игорь Владимирович Денисов (ur. 17 maja 1984 w Leningradzie) – rosyjski piłkarz, grający na pozycji ofensywnego pomocnika. Wychowanek Zenitu Petersburg.

## Kariera klubowa
Dienisow pochodzi z miasta Leningrad. Początkowo rozpoczął treningi w małym klubie Turbostroitel, a następnie uczęszczał do szkółki piłkarskiej o nazwie Smiena. W 2002 roku awansował do składu pierwszej drużyny, a 6 października zadebiutował w Premier Lidze, w przegranym 0–2 spotkaniu z CSKA Moskwa. Był to jego jedyny mecz w tamtym sezonie, ale w 2003 roku grał już w większej liczbie meczów i został wicemistrzem kraju. W meczu ze Spartakiem-Ałanią Władykaukaz (2–0) zdobył swojego pierwszego gola w lidze. W 2004 roku zdobył 6 goli w lidze i przyczynił się do 4. miejsca Zenitu, a w 2005 jego dorobek to 5 bramek i 6. miejsce. W 2006 roku jako rezerwowy wspomógł klub w walce o 4. miejsce w lidze (4 gole) oraz dotarł z nim do ćwierćfinału Pucharu UEFA.
Początek sezonu 2013/14 spędził w Anży Machaczkała. 16 sierpnia 2013 Igor Dienisow, Aleksandr Kokorin i Jurij Żyrkow przeszli za nieujawnioną kwotę do Dinama Moskwa. W 2016 roku Dienisow trafił do Lokomotiwu Moskwa. W 2019 roku zakończył w nim karierę. Wywalczył z nim mistrzostwo Rosji w sezonie 2017/2018 i zdobył dwa Puchary Rosji w sezonach 2016/2017 i 2018/2019.
| Sezon   | Klub             | Kraj  | Rozgrywki        | Mecze | Bramki |
| ------- | ---------------- | ----- | ---------------- | ----- | ------ |
| 2002    | Zenit Petersburg | Rosja | Priemjer-Liga    | 1     | 0      |
| 2003    | Zenit Petersburg | Rosja | Priemjer-Liga    | 19    | 2      |
| 2004    | Zenit Petersburg | Rosja | Priemjer-Liga    | 20    | 6      |
| 2005    | Zenit Petersburg | Rosja | Priemjer-Liga    | 20    | 5      |
| 2006    | Zenit Petersburg | Rosja | Priemjer-Liga    | 25    | 4      |
| 2007    | Zenit Petersburg | Rosja | Priemjer-Liga    | 25    | 3      |
| 2008    | Zenit Petersburg | Rosja | Priemjer-Liga    | 29    | 1      |
| 2009    | Zenit Petersburg | Rosja | Priemjer-Liga    | 28    | 1      |
| 2010    | Zenit Petersburg | Rosja | Priemjer-Liga    | 24    | 0      |
| 2011/12 | Zenit Petersburg | Rosja | Priemjer-Liga    | 40    | 1      |
| 2012/13 | Zenit Petersburg | Rosja | Priemjer-Liga    | 23    | 0      |
| 2013/14 | Anży Machaczkała | Rosja | Priemjer-Liga    | 3     | 0      |
| 2013/14 | Dinamo Moskwa    | Rosja | Priemjer-Liga    | 24    | 1      |
| 2014/15 | Dinamo Moskwa    | Rosja | Priemjer-Liga    | 13    | 0      |
| 2015/16 | Dinamo Moskwa    | Rosja | Priemjer-Liga    | 23    | 0      |
| 2016/17 | Dinamo Moskwa    | Rosja | Pierwyj diwizion | 2     | 0      |
| 2016/17 | Lokomotiw Moskwa | Rosja | Priemjer-Liga    | 23    | 1      |
| 2017/18 | Lokomotiw Moskwa | Rosja | Priemjer-Liga    | 27    | 0      |
| 2018/19 | Lokomotiw Moskwa | Rosja | Priemjer-Liga    | 17    | 0      |

## Kariera reprezentacyjna
Dienisow do 2006 roku był kapitanem młodzieżowej reprezentacji Rosji U-21. Natomiast w marcu 2007 został powołany do kadry narodowej na mecz eliminacji do Euro 2008 z Estonią, ale przez 90 minut siedział na ławce rezerwowych. W kadrze narodowej od 2008 do 2016 rozegrał 54 mecze.